# Roland Becker
Roland Becker (* 25. August 1940 in Leipzig; † 2. März 2021) war ein deutscher Politiker (CDU).
Becker besuchte die Grund- und Mittelschule in Leipzig. Nach der Schulzeit machte er die Lehre zum Facharbeiter für Tiefbohrungen, studierte Elektrotechnik an der Ingenieurschule in Mittweida mit dem Abschluss Elektroingenieur. Später folgten zwei postgraduale Studien der Informatik an der TU Dresden zum Fachingenieur für Informationsverarbeitung sowie an der Akademie für Staat und Recht, 1995 erhielt Becker die nachträgliche Diplomierung als Diplom-Ingenieur.
Becker arbeitete zunächst als Elektroingenieur am Institut für experimentelle Kernphysik der TU Dresden und danach zwanzig Jahre lang als Gruppen-, später Abteilungsleiter für Bodenbearbeitungsgerätebau in Leipzig, und als EDV-Projektant. Bis zur Wende war er Referatsleiter für Kommunalwesen in der Bezirksverwaltung Leipzig, danach Immobilienmakler sowie freier Mitarbeiter und Projektberater bei Esso. Seit 1994 ist er Besitzer einer Tankstelle in Eilenburg.
Becker trat der DDR-CDU 1971 bei, für die er von 1973 bis 1990 im Bezirkstag in Leipzig sowie von 1974 bis 1979 in der Stadtbezirksversammlung Leipzig-Südwest saß. 1990 gehörte er der letzten Volkskammer sowie bis Dezember dem Deutschen Bundestag an. In der Volkskammer war er ab Mai stellvertretender Vorsitzender der CDU/DA-Fraktion sowie Vorsitzender des Verfassungs- und Verwaltungsreformausschusses.
Roland Becker starb am 2. März 2021.

## Einzelnachweis
- Traueranzeige. Abgerufen am 7. Mai 2023.

| Personendaten    | Personendaten                        |
| ---------------- | ------------------------------------ |
| NAME             | Becker, Roland                       |
| KURZBESCHREIBUNG | deutscher Politiker (CDU); MdVK, MdB |
| GEBURTSDATUM     | 25. August 1940                      |
| GEBURTSORT       | Leipzig                              |
| STERBEDATUM      | 2. März 2021                         |